# 白痴 (1951年の映画)
『白痴』（はくち）は、1951年に公開された日本映画である。監督は黒澤明。原作は19世紀のロシアを舞台としたドストエフスキーの小説 『白痴』で、本作では昭和20年代の札幌に舞台を置き換えている。当初の上映時間は265分だったが、製作した松竹の興行上の都合で166分にまで短縮された。

## ストーリー
亀田と赤間は北海道へ帰る青函連絡船の中で出会った。亀田は沖縄で戦犯として処刑される直前に人違いと判明して釈放されたが、そのときの後遺症でてんかん性の白痴にかかってしまっていた。札幌へ帰ってきた亀田は、狸小路の写真館のショーウィンドーに飾られていた那須妙子の写真に心奪われる。しかし、妙子は政治家に愛人として囲われていた。裕福な大野の娘の綾子と知り合った亀田は、白痴の症状こそあるものの性格の純真さや善人さから綾子と妙子に愛され、彼女たちの間で激しく揺れ動く。3人の異質な恋愛は、周囲の人々を次々に巻き込んでゆくこととなる。

## キャスト
カッコ内は原作に相当する登場人物。
- 那須妙子（ナスターシャ）：原節子
- 亀田欽司（ムイシュキン公爵） : 森雅之
- 赤間伝吉（ロゴージン）：三船敏郎
- 大野綾子 （アグラーヤ）: 久我美子
- 大野（エパンチン将軍）：志村喬
- 大野里子（リザヴェータ夫人）：東山千栄子
- 大野範子（アレクサンドラ）：文谷千代子
- 香山睦郎　(ガーニャ)：千秋実
- 香山順平（イヴォルギン将軍）：高堂国典
- 香山の母（イヴォルギン夫人）：三好栄子
- 香山孝子（ワーリャ）：千石規子
- 香山薫（コーリャ）：井上大助
- 軽部（レーベジェフ）：左卜全
- 東畑（トーツキイ）：柳永二郎
- 赤間の母：明石光代

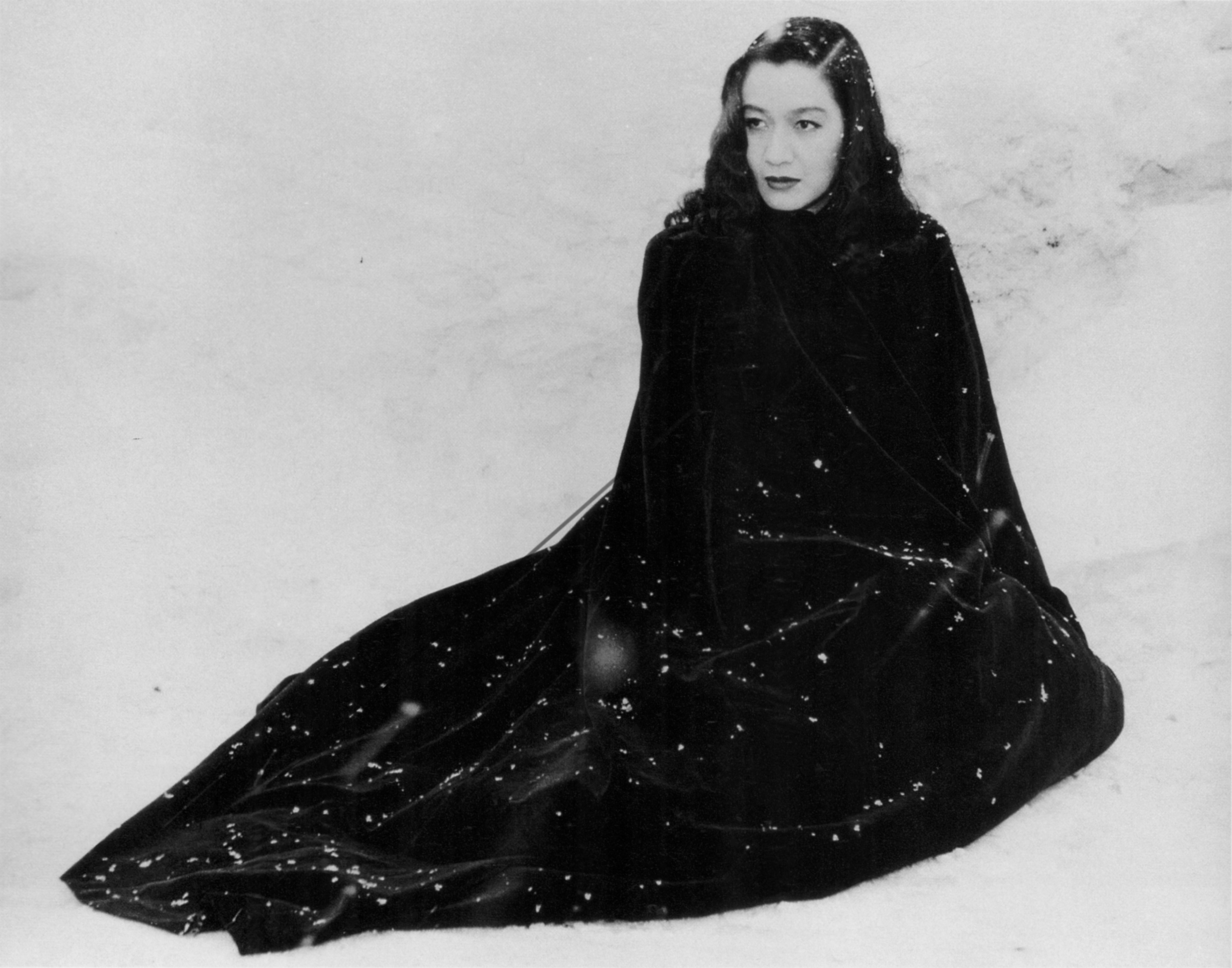
原節子

- その他：遠山文雄、横山準、仲摩篤美、手代木国男、小藤田正一、大杉陽一、泉啓子、秩父晴子
- 那須妙子の誕生パーティーに顔を出している女性：岸恵子（ノンクレジット）[2]

## スタッフ
- 製作：小出孝
- 企画：本木荘二郎（映画芸術協会）
- 監督：黒澤明（映画芸術協会）
- 原作：フョードル・ドストエフスキー（『白痴』より）
- 脚本：久板栄二郎、黒澤明
- 撮影：生方敏夫
- 美術：松山崇
- 助監督：萩山輝男、小林桂三郎、野村芳太郎、中平康、生駒千里、二本松嘉瑞
- 音楽：早坂文雄

## 製作
脚本は黒澤明と久板栄二郎の共同執筆で、熱海の旅館で1ヶ月近くかけて執筆作業を行った。製作は松竹大船撮影所で行われ、助監督に中平康や野村芳太郎などが付いた。野村は最終的に黒澤からシーンの可否の判断まで求められるようになり、黒澤は「大船に過ぎたるものふたつ。（編集の）杉原よ志に野村芳太郎」と語ったという。1950年12月初旬に撮影準備を開始し、翌1951年2月12日に北海道のロケーションで撮影開始した。3月10日過ぎまで札幌市でロケを行い、3月20日頃から松竹大船撮影所でセット撮影を行ったあと、5月中旬に撮影終了した。

## 公開
黒澤が完成させた当初は、上映時間が4時間25分もあり、前後編2部作になる予定だった。しかし、松竹副社長の城戸四郎は試写を見たあとに撮影所長を叱りつけ、興行的に不利だとして短縮を命じた。プロデューサーの小出孝は、これを黒澤に伝えることができず、自分の責任でカットすることも検討したというが、結局野村が黒澤に伝えた。黒澤は渋々3時間2分に再編集したが、さらに短縮するよう要求された。激怒した黒澤は、山本嘉次郎宛ての手紙に「こんな切り方をする位だったら、フィルムを縦に切ってくれたらいい」と訴えたという。この3時間2分版は、1951年5月23日から東京劇場で3日間だけ上映された。しかし、同年6月1日に一般公開されたのは、松竹が再々編集した2時間46分版で、オリジナル版は現存していないとされている。

## その他
- 中島公園の氷上カーニバルをはじめ、現在は失われた昭和20年代の札幌市の文化・風俗が記録されている貴重な映像資料でもある。
- 黒澤はある時期に、本作が「おれの中でいちばん好きだよ」と淀川長治に告げている[8]。